# Phora bullata
Phora bullata är en tvåvingeart som beskrevs av Schmitz 1927. Phora bullata ingår i släktet Phora och familjen puckelflugor. Arten har ej påträffats i Sverige. Inga underarter finns listade i Catalogue of Life.